# Lambert (I) Alardus

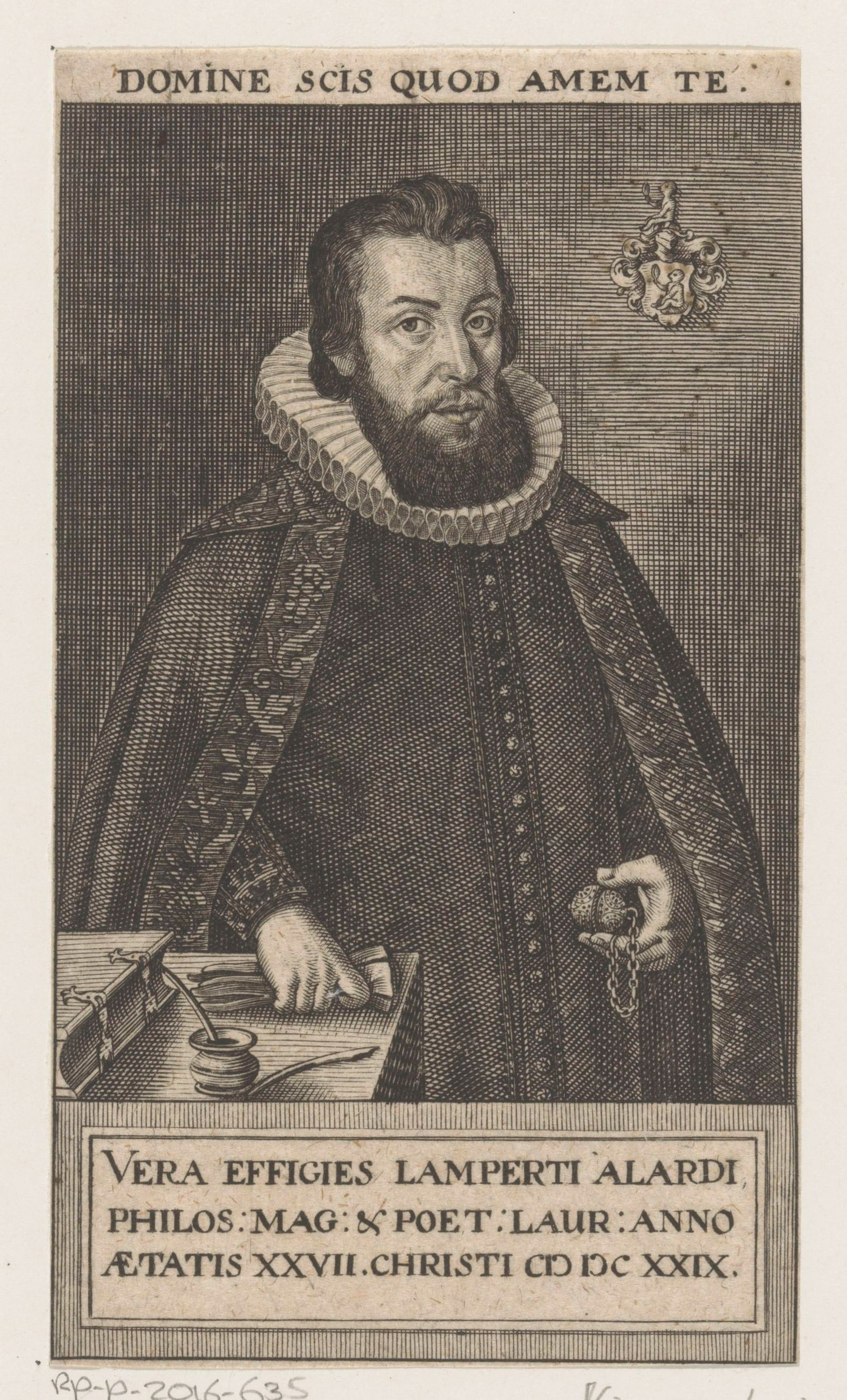
Lambert Alard I im Alter von 27

Lambert (I) Alardus, auch Lambert Alard, (* 27. Januar 1602 in Krempe; † 29. Mai 1672 in Brunsbüttel) war ein deutscher lutherischer Theologe.

## Leben und Wirken
Lambert Alardus war ein Sohn des Pfarrers Wilhelm Alard(us) und Enkel des Brüsseler Predigers Franz Alard. Er besuchte Schulen in Krempe und Salzwedel und trug sich am 25. Juli 1619 in die Matrikel der Universität Helmstedt ein. Am 14. Januar 1620 wechselte er auf das Akademische Gymnasium in Hamburg. Zum Wintersemester 1621 schrieb er sich an der Universität Leipzig ein, wo er am 6. Februar 1622 den Baccalaureus und am 29. Januar 1624 den Magistertitel erhielt.
Matthias Hoë von Hoënegg ernannte Alardus im September 1624 an der Leipziger Universität zum Poeta Laureatus Caesareus. Von 1624 bis 1625 wirkte Alardus als Lektor an der Sorø Akademi und erhielt im September 1625 einen Ruf als Diakon nach Krempe, wo sein Vater als Prediger wirkte. Nach 1629 wurde er zum Pastor an der Jakobuskirche in Brunsbüttel ernannt.
1630 übernahm Alardus zusätzlich zum Pfarramt die Positionen des Schulinspektors und Assessors des Konsistoriums in Meldorf. Am 8. August 1643 ernannte ihn Matthias Hoë von Hoënegg zum Lic. theol. Aufgrund des Dreißigjährigen Krieges konnte Alardus seine Urkunde nicht persönlich in Leipzig entgegennehmen, sondern musste sich diese zusenden lassen.
Alardus galt als äußerst gebildet. Seine zahlreichen theologischen Schriften, Predigtsammlungen, Gedichte und Dispute sowie seine Kenntnisse der griechischen Sprache machten ihn weithin bekannt. Gleichzeitig galt er als ausgesprochen komplizierter Charakter. Daher geriet er 1649 in einen langanhaltenden Konflikt mit seiner Gemeinde und anderen Pastoren und wäre beinahe des Amtes enthoben worden. Generalsuperintendent Stephan Klotz beendete den Streit schließlich.

## Familie
Lambert Alardus heiratete in erster Ehe 1626 Anna Bonenberg, die eine Witwe von Detlev Wolders war und deren Vater Hans Bonenberg in Krempe als Tuchhändler arbeitete. Sie starb 1653 in Brunsbüttel und wurde in der dortigen Kirche begraben. In zweiter Ehe heiratete er 1654 Margaretha Steinhausen, deren Vater Ratsherr und Stadtsekretär in Flensburg war. In dritter Ehe heiratete er 1658 Margaretha Hintze aus Heide.
Lambert Alardus hatte mit seinen Ehefrauen vermutlich 16 Kinder. Zu ihnen gehörten:
- Wolber (1635–1663), die am 18. Oktober 1655 Hermann zur Mühlen heiratete, der als Pastor in Neuhaus tätig war.
- Anna Catharina (1636–1660), die am 26. Juli 1658 in Brunsbüttel den Theologen und späteren Rektor Hermann Münstermann heiratete.
- der Konrektor und Frühprediger Detlev (ca. 1638/39–1694). Er heiratete nach einer ersten, namentlich unbekannten Frau am 12. Dezember 1678 in Itzehoe in zweiter Ehe Catharina Elisabeth Blume.
- Anna, die Johannes Nifanius aus Neukirch heiratete.
- der Pastor Lambert (II) (1671– ca. 1735).